# Laventie
Laventie és un municipi francès situat al departament del Pas de Calais i a la regió dels Alts de França. L'any 2007 tenia 4.745 habitants.

## Demografia

### Població
El 2007 la població de fet de Laventie era de 4.745 persones. Hi havia 1.680 famílies de les quals 321 eren unipersonals (115 homes vivint sols i 206 dones vivint soles), 495 parelles sense fills, 717 parelles amb fills i 147 famílies monoparentals amb fills.
La població ha evolucionat segons el següent gràfic:
Habitants censats

### Habitatges
El 2007 hi havia 1.776 habitatges, 1.692 eren l'habitatge principal de la família, 6 eren segones residències i 78 estaven desocupats. 1.641 eren cases i 135 eren apartaments. Dels 1.692 habitatges principals, 1.280 estaven ocupats pels seus propietaris, 358 estaven llogats i ocupats pels llogaters i 54 estaven cedits a títol gratuït; 7 tenien una cambra, 51 en tenien dues, 129 en tenien tres, 340 en tenien quatre i 1.166 en tenien cinc o més. 1.393 habitatges disposaven pel capbaix d'una plaça de pàrquing. A 690 habitatges hi havia un automòbil i a 874 n'hi havia dos o més.

### Piràmide de població
La piràmide de població per edats i sexe el 2009 era:
| Homes | Edats   | Dones |
| ----- | ------- | ----- |
| 0     | 95 o +  | 0     |
| 0     | 90 a 94 | 20    |
| 36    | 85 a 89 | 52    |
| 20    | 80 a 84 | 32    |
| 52    | 75 a 79 | 88    |
| 72    | 70 a 74 | 96    |
| 68    | 65 a 69 | 88    |
| 64    | 60 a 64 | 88    |
| 56    | 55 a 59 | 48    |
| 168   | 50 a 54 | 148   |
| 172   | 45 a 49 | 160   |
| 180   | 40 a 44 | 184   |
| 136   | 35 a 39 | 188   |
| 168   | 30 a 34 | 164   |
| 120   | 25 a 29 | 112   |
| 96    | 20 a 24 | 140   |
| 228   | 15 a 19 | 280   |
| 196   | 10 a 14 | 188   |
| 148   | 5 a 9   | 112   |
| 124   | 0 a 4   | 108   |

## Economia
El 2007 la població en edat de treballar era de 3.103 persones, 2.236 eren actives i 867 eren inactives. De les 2.236 persones actives 2.057 estaven ocupades (1.141 homes i 916 dones) i 179 estaven aturades (81 homes i 98 dones). De les 867 persones inactives 314 estaven jubilades, 291 estaven estudiant i 262 estaven classificades com a «altres inactius».

### Ingressos
El 2009 a Laventie hi havia 1.711 unitats fiscals que integraven 4.772,5 persones, la mediana anual d'ingressos fiscals per persona era de 19.767 €.

### Activitats econòmiques
Dels 174 establiments que hi havia el 2007, 1 era d'una empresa extractiva, 4 d'empreses alimentàries, 8 d'empreses de fabricació d'altres productes industrials, 25 d'empreses de construcció, 43 d'empreses de comerç i reparació d'automòbils, 7 d'empreses de transport, 4 d'empreses d'hostatgeria i restauració, 7 d'empreses d'informació i comunicació, 11 d'empreses financeres, 10 d'empreses immobiliàries, 19 d'empreses de serveis, 22 d'entitats de l'administració pública i 13 d'empreses classificades com a «altres activitats de serveis».
Dels 49 establiments de servei als particulars que hi havia el 2009, 1 era una oficina d'administració d'Hisenda pública, 1 gendarmeria, 1 oficina de correu, 3 oficines bancàries, 2 funeràries, 5 tallers de reparació d'automòbils i de material agrícola, 1 taller d'inspecció tècnica de vehicles, 4 paletes, 4 guixaires pintors, 3 fusteries, 6 lampisteries, 2 electricistes, 2 empreses de construcció, 4 perruqueries, 1 veterinari, 2 restaurants, 4 agències immobiliàries, 1 tintoreria i 2 salons de bellesa.
Dels 14 establiments comercials que hi havia el 2009, 1 era un hipermercat, 2 botiges de menys de 120 m², 3 fleques, 2 carnisseries, 1 una peixateria, 1 una botiga d'equipament de la llar, 1 una botiga de material de revestiment de parets i terra, 1 un drogueria i 2 floristeries.
L'any 2000 a Laventie hi havia 42 explotacions agrícoles que ocupaven un total de 1.280 hectàrees.

## Equipaments sanitaris i escolars
El 2009 hi havia 1 centre de salut i 2 farmàcies.
El 2009 hi havia 1 escola maternal i 3 escoles elementals. Laventie disposava de 2 col·legis d'educació secundària amb 789 alumnes.

## Poblacions més properes
El següent diagrama mostra les poblacions més properes.